# Beatrice Wright
Pour les articles homonymes, voir Clough, Rathbone et Wright.
Beatrice « Babs » Wright, née Beatrice Frederika Clough le 17 juin 1910 à New Haven et morte le 17 mars 2003, est une femme politique britannique.

## Biographie
Unique enfant d'un banquier du Connecticut, elle arrive au Royaume-Uni comme étudiante au collège Christ Church de l'université d'Oxford. Elle y rencontre John Rathbone, étudiant comme elle, qu'elle épouse en 1932 et dont elle aura deux enfants. Elle rejoint le Parti conservateur dont est membre son mari, et participe activement à la campagne électorale de celui-ci pour les élections législatives de 1935 dans la circonscription de Bodmin, où le couple s'est établi en Cornouailles. John Rathbone ravit le siège au député libéral sortant. À l'entame de la Seconde Guerre mondiale, les Rathbone envoient leurs enfants en sécurité chez la famille de Beatrice à Boston, aux États-Unis, et financent le voyage d'évacuation de deux enfants issus chacun d'une famille pauvre,,.
Pilote de chasse dans la Royal Air Force, John Rathbone est tué en mission au-dessus de l'Allemagne en décembre 1940. Sa mort provoque une élection législative partielle dans sa circonscription. Le Parti conservateur choisit sa veuve, Beatrice Rathbone, pour lui succéder à son siège de député, et conformément à l'union nationale en vigueur, les autres partis ne présentent aucun candidat contre elle. Elle est déclarée élue le 11 mars 1941. Prêtant serment d'allégeance au roi George VI, elle renonce à sa nationalité américaine. Elle prononce son premier discours à la Chambre des communes en juin, à l'occasion d'un débat faisant suite à l'invasion de la Crète par les Allemands : Tout en louant la conduite de la guerre par le Premier ministre Winston Churchill, elle appelle à une coordination plus efficace entre les différentes branches des formes armées. Elle visite les États-Unis en sa qualité de députée pour tenter de convaincre les Américains de rejoindre la guerre, prend le thé avec Eleanor Roosevelt et se trouve dans le pays au moment de l'attaque de Pearl Harbor en décembre,,.
En 1942 elle épouse le Britannique Paul Wright (en), du King's Royal Rifle Corps, qui deviendra diplomate après la guerre. Une rumeur prétend que John Rathbone ne serait pas en fait mort mais prisonnier de guerre, et cette rumeur inspire la romancière et dramaturge Daphné du Maurier, qui en fait sa pièce de théâtre The Years Between (1944) : Beatrice Rathbone y devient le personnage principal, Diana Wentworth. Beatrice Wright est une députée active, prenant la parole à de nombreuses reprises sur la conduite de la guerre, la situation des femmes mobilisées pour l'économie de guerre, et sur la nécessité d'améliorer le niveau de vie de la population après la guerre. Elle concerte parfois ses interventions à la Chambre avec sa belle-tante Eleanor Rathbone, députée indépendante féministe, et avec la députée conservatrice Nancy Astor. En 1943, elle donne naissance à une fille, devenant ainsi la première députée britannique à avoir un enfant durant son mandat législatif,,,.
Elle ne se représente pas aux élections législatives de 1945, et son époux y échoue à être élu député sous l'étiquette du Parti libéral. Alors que son fils Tim Rathbone est élu député conservateur en 1974, Beatrice Wright s'engage dans des actions caritatives en faveur des sourds. En 1978, elle devient vice-présidente de la Royal National Institute for Deaf People (en), l'Institut royal national pour les sourds, et en 1982 elle co-fonde avec le vétérinaire Bruce Fogle l'association caritative Hearing Dogs for Deaf People (en), qui forme des chiens à aider leurs maîtres sourds à réagir à divers sons ; elle en est la présidente de 1983 à 1988. En reconnaissance de cet engagement, elle est faite membre de l'ordre de l'Empire britannique en 1996. Elle meurt en 2003 à l'âge de 92 ans,,.